# GOUNN
《GOUNN》（日語：GOUNN）是日本偶像團體桃色幸運草Z的第10張单曲，於2013年11月6日由STARCHILD發售。歌名取自佛教的教義「五蘊」，雖然歌曲本身是以戀愛為主題，但在詞曲與MV的呈現上都充滿佛教的世界觀。

## 概要
分为初回限定盤与通常盤2種形式發售。
與單曲同名之巡演“桃色幸運草Z JAPAN TOUR 2013「GOUNN」”於9月28日開始。

## 收錄曲

### 初回限定盤
1. GOUNN
作詞：只野菜摘（日语：只野菜摘）、作曲：Shihori（しほり）、編曲：木村篤史
2. 你之前给的（いつか君が）
作詞:桃色幸運草Z & miwa、作曲:miwa、編曲：Naoki-T（日语：NAOKI-T）
3. GOUNN（off vocal ver.）
4. 你之前给的（off vocal ver.）

DVD
《GOUNN》MV

### 通常盤
1. GOUNN
2. 你之前给的
3. 桃色太鼓的DO-DON节奏（ももいろ太鼓どどんが節）
作詞：増子直純、作曲：上原子友康、編曲：怒髪天
4. GOUNN（off vocal ver.）
5. 你之前给的（off vocal ver.）
6. 桃色太鼓的DO-DON节奏（off vocal ver.）

## 参與樂手
GOUNN
- Guitar & Programming：NARASAKI（日语：NARASAKI）
- Bass：濵田郁未（日语：ハマ・オカモト）（OKAMOTO'S（日语：OKAMOTO'S））
- Drum：Pierre中野（（ピエール中野）、凛冽时雨（凛として時雨））
- Electric tabla：ASA-CHANG（日语：ASA-CHANG&巡礼）
- Programming：木村篤史

你之前给的
- A.Guitar &  Chorus：miwa
- E.Guitar, Other Instruments & Programming : Naoki-T（日语：NAOKI-T）

桃色太鼓的DO-DON节奏
- Guitar：上原子友康（怒髪天）
- Bass：清水泰次（怒髪天）
- Drum：坂詰克彦（怒髪天）
- 太鼓：Hidano修一（日语：ヒダノ修一）

## 外部連結
- 官方網站 （页面存档备份，存于）（日語）

### 音樂影片
- YouTube上的《GOUNN》MV